# Siegfried Bernfeld

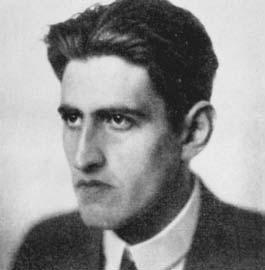
Siegfried Bernfeld omkring 1920.

Siegfried Bernfeld, född 7 maj 1892 i Lemberg, död 2 april 1953 i San Francisco, var en österrikisk psykolog och pedagog.
Bernfeld anslöt sig till psykoanalysen och upptog i dess anda pedagogiska och sociologiska problem, bland annat i arbetena Vom Gemeinschaftsleben der Jugend (1922), Sisyphos oder die Grenzen der Erzihegung (1925) samt Trieb und Tradition der Jugendalter (1931). Han behandlade även förhållandet mellan psykoanalys, pedagogik och marxism.